# Chorley
Chorley là một thị trấn ở Lancashire, Anh, 8,1 dặm (13 km) về phía bắc của Wigan, 10,8 dặm (17 km) về phía tây nam của Blackburn, 11 dặm (18 km) về phía tây bắc của Bolton, 12 dặm (19 km) về phía nam của Preston và 19,5 dặm (31 km) về phía tây bắc Manchester. Sự giàu có của thị trấn chủ yếu đến từ ngành công nghiệp bông.
Vào những năm 1970, đường chân trời bị chi phối bởi các ống khói nhà máy, nhưng hầu hết đã bị phá hủy: tàn dư của quá khứ công nghiệp bao gồm ống khói Morrisons và các tòa nhà máy khác, và đường phố của những ngôi nhà bậc thang cho công nhân nhà máy. Chorley là quê hương của bánh Chorley. Tại cuộc điều tra dân số năm 2011, nó có dân số 34.667.

## Lịch sử

### Chủ đề
Cái tên Chorley xuất phát từ hai từ Anglo-Saxon, Csengl và ley, có lẽ có nghĩa là "sự thanh minh của nông dân ". Ley (cũng là leh hoặc leigh) là một yếu tố phổ biến của tên địa danh, có nghĩa là một khoảng trống trong rừng. Czarl đề cập đến một người có địa vị tương tự như một người tự do hoặc một yeoman.

### Thời tiền sử
Định cư được biết đến ở Chorley cho đến thời Trung cổ, mặc dù bằng chứng khảo cổ học đã chỉ ra rằng khu vực xung quanh thị trấn đã có người ở kể từ ít nhất là thời đại đồ đồng. Có nhiều phần còn lại của sự cư ngụ thời tiền sử trên Anglezarke Moor gần đó, bao gồm cả tumaf Round Loaf được cho là có từ năm 3500 trước Công nguyên.
Một chiếc bình chôn gốm từ thời kỳ này được phát hiện vào năm 1963 trên mảnh đất bên cạnh Nông trại Astley Hall và sau đó được khai quật vào những năm 1970 cho thấy một chiếc bình chôn khác và bốn hố hỏa táng có từ thời đại đồ đồng.

### Thời kỳ La Mã
Trong thời kỳ La Mã, một con đường La Mã chạy gần Chorley giữa Wigan và Walton-le-Dale. Cuốc có niên đại từ thời La Mã cũng đã được tìm thấy ở gần đó tại Whittle-le-Woods và Heapey.

### Thời trung cổ
Chorley đã không được liệt kê trong Sách Domesday, mặc dù nó được cho là một trong mười hai berewicks trong Leyland Hundred.
Chorley xuất hiện lần đầu tiên trong các ghi chép lịch sử vào giữa thế kỷ thứ mười ba như là một phần của Chúa tể Croston được William de Ferrers, Earl of Derby mua lại, vào khoảng năm 1250. Bá tước đã thành lập Chorley như một quận nhỏ bao gồm một khu định cư hai hàng được sắp xếp dọc theo những gì sau này trở thành Phố chợ. Dường như quận này tồn tại trong một thời gian ngắn, vì nó không xuất hiện trong một báo cáo của một ủy ban về Vùng đất Trăm năm 1341. Nhiều khả năng là quận đã bị Scotland cướp phá trong The Great Raid năm 1322, với Chorley là một trong những điểm cực nam đạt được ở miền Bắc nước Anh. Điều này dẫn đến việc xây dựng một Tháp Peel, được cho là nằm ở đâu đó gần Hội trường Duxburry.
Lịch sử của Chorley rất phức tạp vì trang viên không có lãnh chúa duy nhất trong suốt thời gian này vì nó đã bị chia thành các khu vực và được quản lý bởi nhiều gia đình khác nhau. Điều này dẫn đến Chorley có một số phòng thờ, trong thời kỳ này bao gồm Hội trường Chorley, được xây dựng vào thế kỷ 14 bởi gia đình de Chorley, từ thế kỷ 19 hoặc 20 đã bị phá hủy. Người ta biết rất ít về Chorley Hall, mặc dù theo những gì họa sĩ John Bird vẽ năm 1795, vị trí của nó ở nơi nó từng đứng được cho là nơi có Trường tiểu học Giáo xứ St. Laurence của Anh. Ngoài ra còn có Lower Chorley Hall, thuộc sở hữu của gia đình Gillibrand từ năm 1583 (sau này được xây dựng lại vào thế kỷ 19 với tên là Hội trường Gillibrand). Người ta tin rằng quận Chorley không phải là một thành công trong giai đoạn này vì thiếu sự lãnh đạo và sự phân tán của dân số nhỏ.
Nhà thờ St Laurence là tòa nhà lâu đời nhất còn lại ở Chorley và xuất hiện lần đầu tiên trong các ghi chép lịch sử khi nó được dành riêng vào năm 1362, mặc dù người ta tin rằng đã có một nhà nguyện Anglo-Saxon trước đây trên địa điểm là nền tảng con gái của Giáo hội Croston. Người ta tin rằng nhà thờ được đặt theo tên của Saint Laurence, một vị thánh Ailen đã chết ở Normandy vào thế kỷ thứ 12, có xương được chuyển đến nhà thờ bởi quý tộc địa phương Sir Rowland Standish  Duxbury, một tổ tiên của Myles Standish (một sĩ quan quân đội Anh được người Pilgrims thuê làm cố vấn quân sự cho chuyến thám hiểm Plymouth của họ đến Thế giới mới).
Như đã xảy ra trong nhiều trường hợp khác sau khi các tu viện bị giải thể, những thánh tích này đã bị mất tích trong cuộc hỗn loạn của Cải cách Anh dưới sự cai trị của Henry VIII.
Một phiên chợ được tổ chức vào thứ ba hàng tuần tại Chorley và một hội chợ được tổ chức hàng năm vào ngày lễ St Lawrence kể từ năm 1498.

### Thế kỷ 19 đến nay

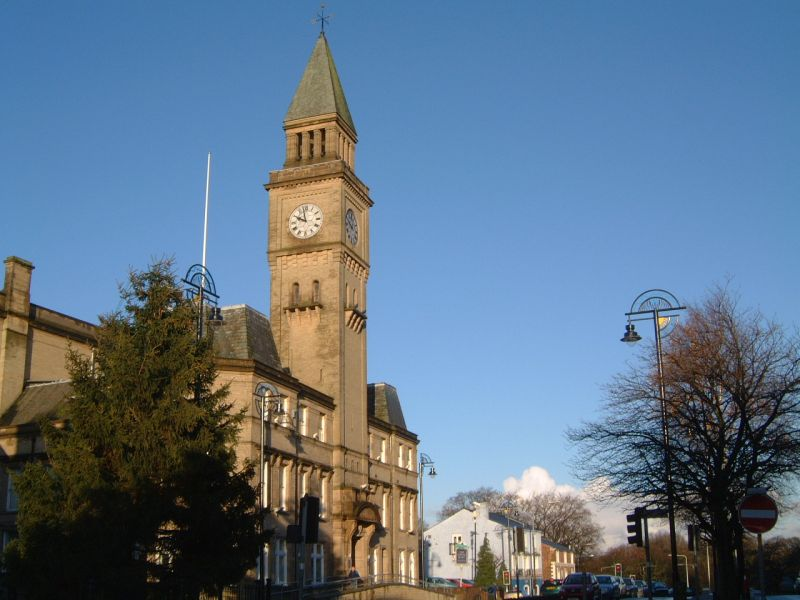
Tòa thị chính Chorley (khai trương năm 1879)

Chorley, giống như hầu hết các thị trấn Lancashire, đã đạt được sự giàu có từ Cách mạng Công nghiệp thế kỷ 19, cũng chịu trách nhiệm cho sự phát triển của thị trấn. Chorley là một thị trấn bông quan trọng với nhiều nhà máy rải rác trên bầu trời cho đến cuối thế kỷ XX. Hầu hết các nhà máy đã bị phá hủy giữa những năm 1950 và 2000 với những nhà máy còn lại được chuyển đổi cho mục đích kinh doanh hiện đại. Ngày nay chỉ còn một thiểu số được sử dụng cho sản xuất thực tế và nhà máy cuối cùng ngừng sản xuất hàng dệt may là của Lawrence vào năm 2009.
Chorley ở vị trí bên rìa Lancashire Coalfield cũng rất quan trọng trong việc khai thác than. Một số hố tồn tại ở Duxbury Woods, khu vực Gillibrand và nhiều hơn nữa ở Coppull. Chisnall Hall Colliery tại Coppull được coi là hố Lancashire lớn nhất bên ngoài Wigan và là một trong nhiều khu vực nằm ở ngoại ô Chorley. Hố cuối cùng trong khu vực phải đóng cửa là Ellerbeck Colliery vào năm 1987, nằm ở phía nam Chorley, giữa Coppull và Adlington.
Thị trấn đóng một vai trò quan trọng trong Chiến tranh thế giới thứ hai, khi đó là quê hương của Nhà máy Ordnance Hoàng gia, một nhà sản xuất đạn dược lớn tại làng Euxton khoảng 2 dặm (3 km) từ trung tâm thị trấn. Một nhà máy nhỏ hơn cũng được xây dựng gần tuyến đường sắt Blackburn của Wigan ở Heapey.   

## Tôn giáo

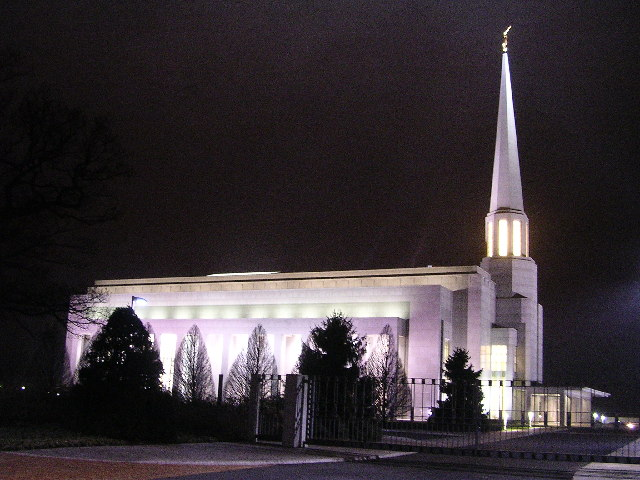
Đền Preston England phục vụ dân số Thánh Latter-day của Bắc Anh, Scotland và tất cả Ireland

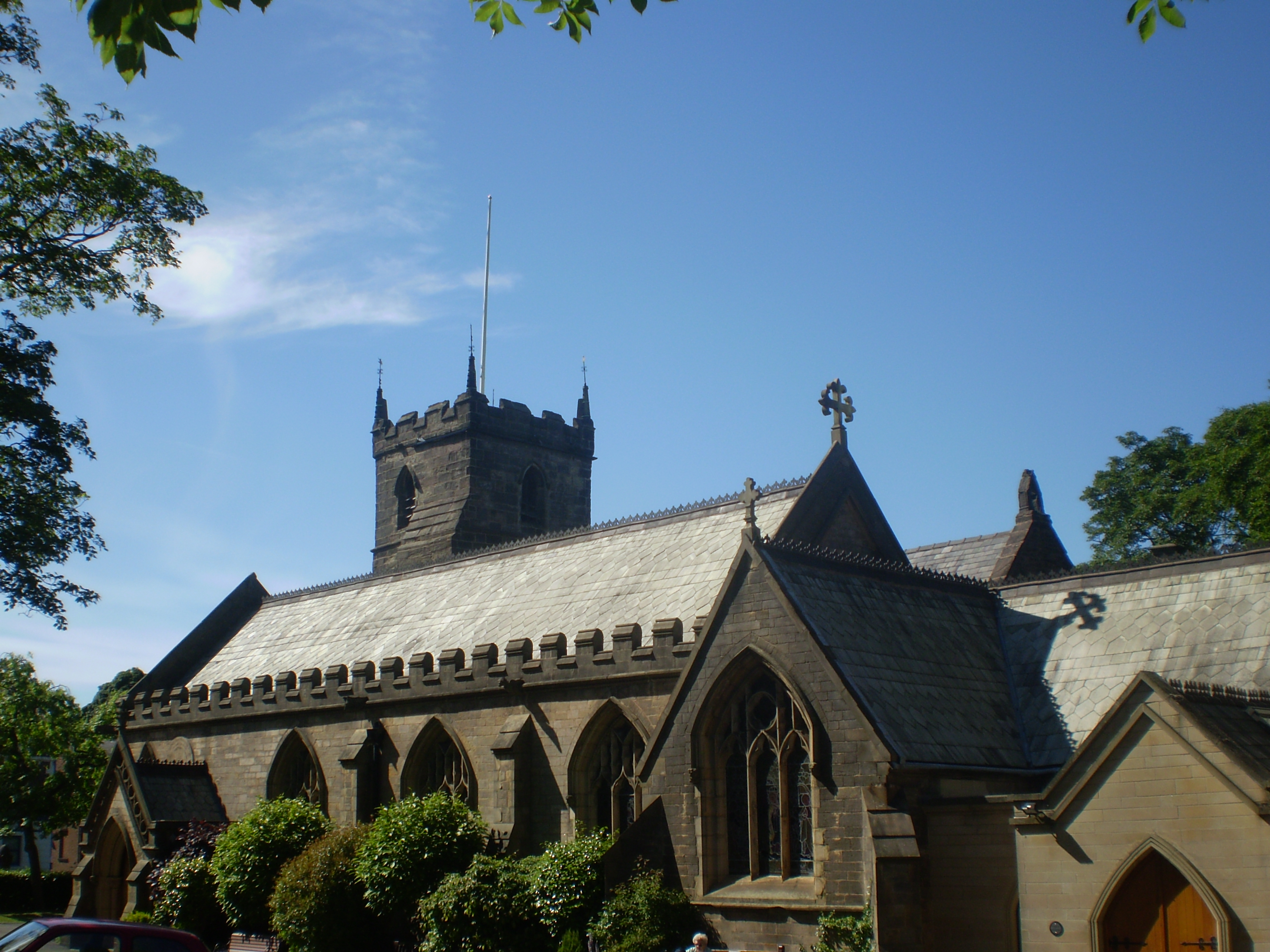
Nhà thờ thánh Laurence

Nhà thờ giáo xứ St Laurence của Giáo hội Anh, nằm trên đường Union, là nơi thờ cúng Kitô giáo trong hơn 800 năm. Nhà thờ giáo xứ St George của Giáo hội Anh, nằm trên phố St George, là một ví dụ quan trọng về công việc của kiến trúc sư Thomas Rickman, một nhân vật chính thờiPhục hưng Gô tích. Nó được xây dựng như một nhà thờ của Ủy viên vào năm 1822.
Nhà thờ Công giáo La Mã St Mary có trụ sở tại trung tâm thị trấn tại Mount Pleasant. Giáo xứ được thành lập vào năm 1847, trong một nhà nguyện ở Phố nguyện. Đất cho nhà thờ được mua vào năm 1851 và tòa nhà đầu tiên được xây dựng vào năm 1853. Nó được khai trương vào tháng 6 năm 1853.   Nhà thờ có thể ngồi 750 người. St Mary's được mô tả là "một viên ngọc quý trong Tổng giáo phận Công giáo La Mã Liverpool".      Pugin &amp; Pugin của London và Hansom là những kiến trúc sư. Tiếng chuông của St Mary là một ví dụ tuyệt vời. Chúng được ghi nhận là bộ chuông Công giáo lớn thứ tám, nặng hàng tấn. Tám tiếng chuông đã được ban phước và mỗi tiếng chuông có nghi thức rửa tội với tên riêng vào năm 1894.   

Nhà thờ Cải cách Chorley United  là nhà của một trong những Nhà thờ Cải cách Hoa lâu đời nhất và lớn nhất ở phía tây bắc. Được thành lập vào năm 1792 với tư cách là một Giáo hội độc lập, sau đó nó đã liên kết với nhà thờ Công giáo vào năm 1972 đã bỏ phiếu để trở thành một phần của Giáo hội Cải cách Thống nhất (URC). Nhà thờ là nơi có Đội Hướng đạo lâu đời nhất trong thị trấn, được thành lập vào năm 1919. Vào tháng 1 năm 2017, thông báo rằng tòa nhà của nhà thờ, đã có mặt tại địa điểm hiện tại kể từ năm 1792, sẽ bị phá hủy, và hội chúng được chuyển đến các cơ sở khác.
Nhà thờ thích công việc thanh niên rộng lớn, với hai nhóm thanh niên của nhà thờ liên kết với nhóm bạn trẻ của URC FURY, và một Nhà thờ Thiếu niên cùng với Beavers, Cubs, Scout, Rainbows, Brownies và Guide. Trong năm 2012, nhà thờ trở thành nhà thờ đầu tiên quảng cáo từ trên không khi một cây thánh giá rất lớn được vẽ trên bãi đậu xe của nhà thờ. Chữ thập hiện có thể nhìn thấy trên các trang web lập bản đồ trái đất như Google Earth.
Ở phía bắc của thị trấn, có một công viên chứa một nhà hội họp và một ngôi đền của Nhà thờ Jesus Christ of Latter-day Saints (Mormon). Ngôi đền, được coi là một địa danh địa phương, là ngôi đền lớn nhất ở châu Âu  và được đặt tên là Đền Preston England.
Nhà thờ Hồi giáo duy nhất của Chorley  sẽ được tìm thấy ở góc phố Brooke và Charnock Street. Vào tháng 3 năm 2006, tòa nhà chính thức khai trương, đã được lên kế hoạch trong hơn ba năm.

## Quản trị
Năm 1837, Chorley đã tham gia với các thị trấn khác (hoặc các giáo xứ dân sự) trong khu vực để trở thành người đứng đầu Liên đoàn Luật Người nghèo Chorley chịu trách nhiệm quản lý và tài trợ cho Luật Người nghèo trong khu vực. Chorley được thành lập như một quận của thành phố vào năm 1881, và được điều hành bởi một thị trưởng và hội đồng gồm tám aldermen và hai mươi bốn ủy viên hội đồng.
Dân số của Thành phố Chorley vẫn còn tĩnh trong thế kỷ 20, với cuộc điều tra dân số năm 1911 cho thấy 30.315 người và cuộc điều tra dân số năm 1971 cho thấy 31.665. Theo Đạo luật Chính quyền Địa phương năm 1972, Chorley trở thành nòng cốt của một quận phi đô thị lớn hơn vào ngày 1 tháng 4 năm 1974. Borough of Chorley hiện tại có bốn mươi bảy ủy viên hội đồng, đại diện cho hai mươi phường bầu cử.
Thành viên của Quốc hội cho khu vực bầu cử của Chorley, từ năm 1997, là Lindsay Hoyle của Đảng Lao động. Ông là Chủ tịch của Cách thức và Phương tiện và Phó Chủ tịch kể từ tháng 6 năm 2010.

## Môn Địa lý
Con sông chính trong thị trấn là sông Yarrow. Black Brook là một nhánh của sông Yarrow. Tên của River Chor được hình thành từ "Chorley" và chạy không xa trung tâm thị trấn, đặc biệt là qua Công viên Astley. Chorley nằm dưới chân của West Pennine Moors và bị bỏ qua bởi Healey Nab, một ngọn đồi nhỏ là một phần của West Pennine Moors. Đó là chỗ ngồi của Borough of Chorley, nơi được tạo thành từ Chorley và những ngôi làng xung quanh nó.
Chorley có dân số 33.424 người trong cuộc điều tra dân số năm 2001, với quận Chorley rộng hơn có dân số 101.991 người. Chorley hình thành một cuộc hỗn chiến với Preston và Leyland và từng được đề xuất là một phần của Thị trấn mới Lancashire theo Đạo luật Thị trấn mới, một đề xuất cuối cùng đã được thu nhỏ lại.

## Nên kinh tê

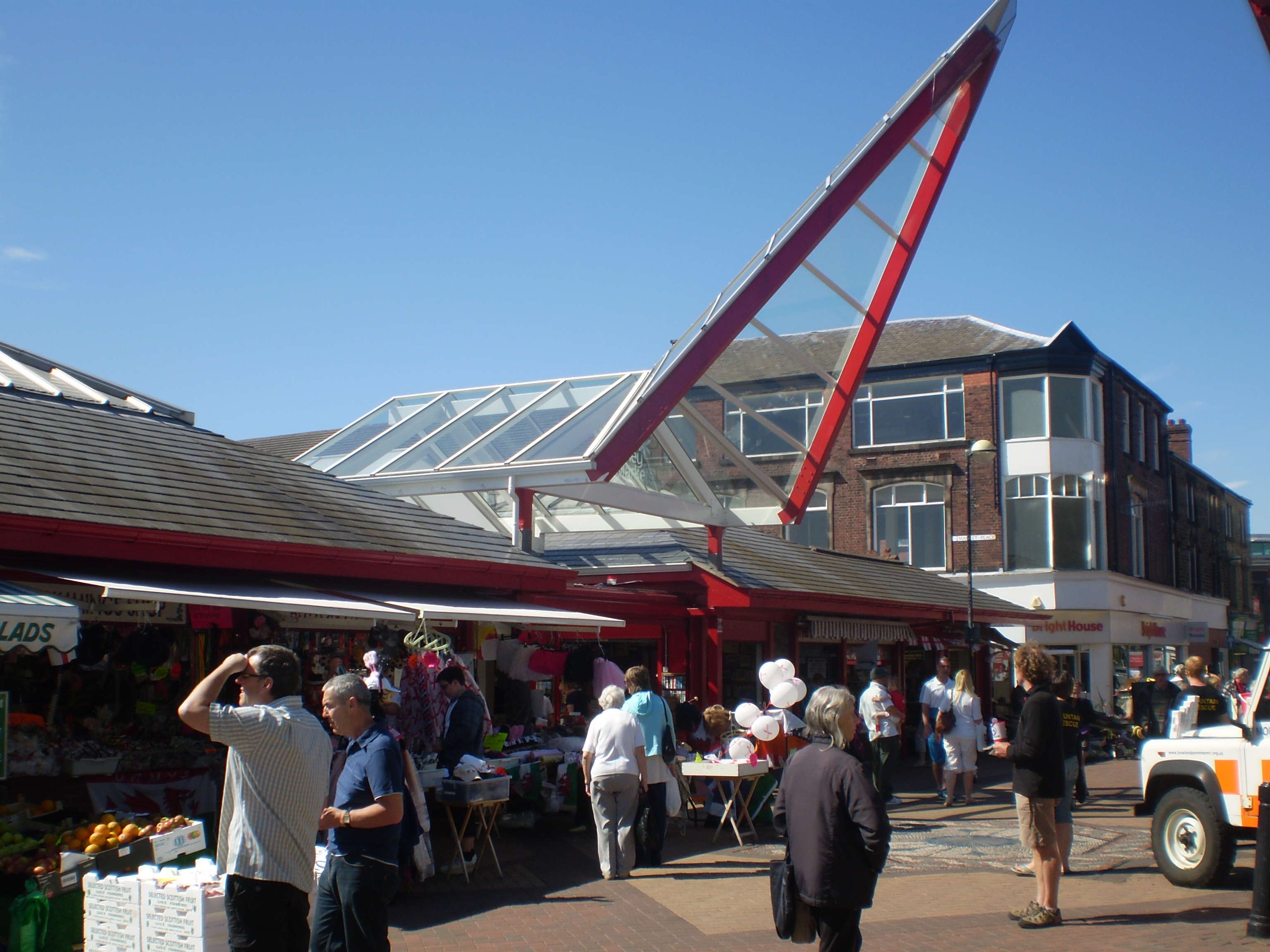
Chợ Chorley

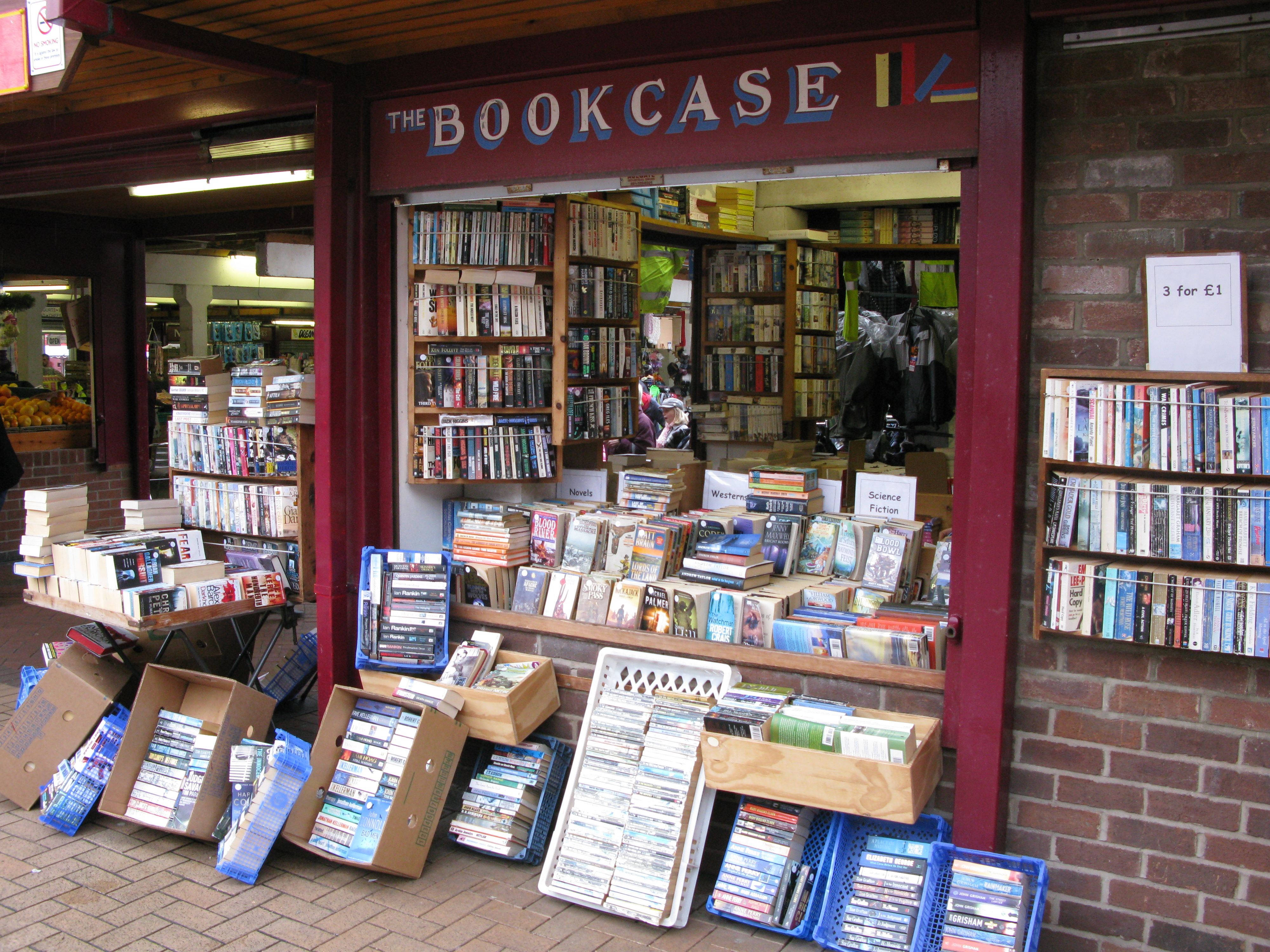
Cửa hàng sách, chợ Chorley

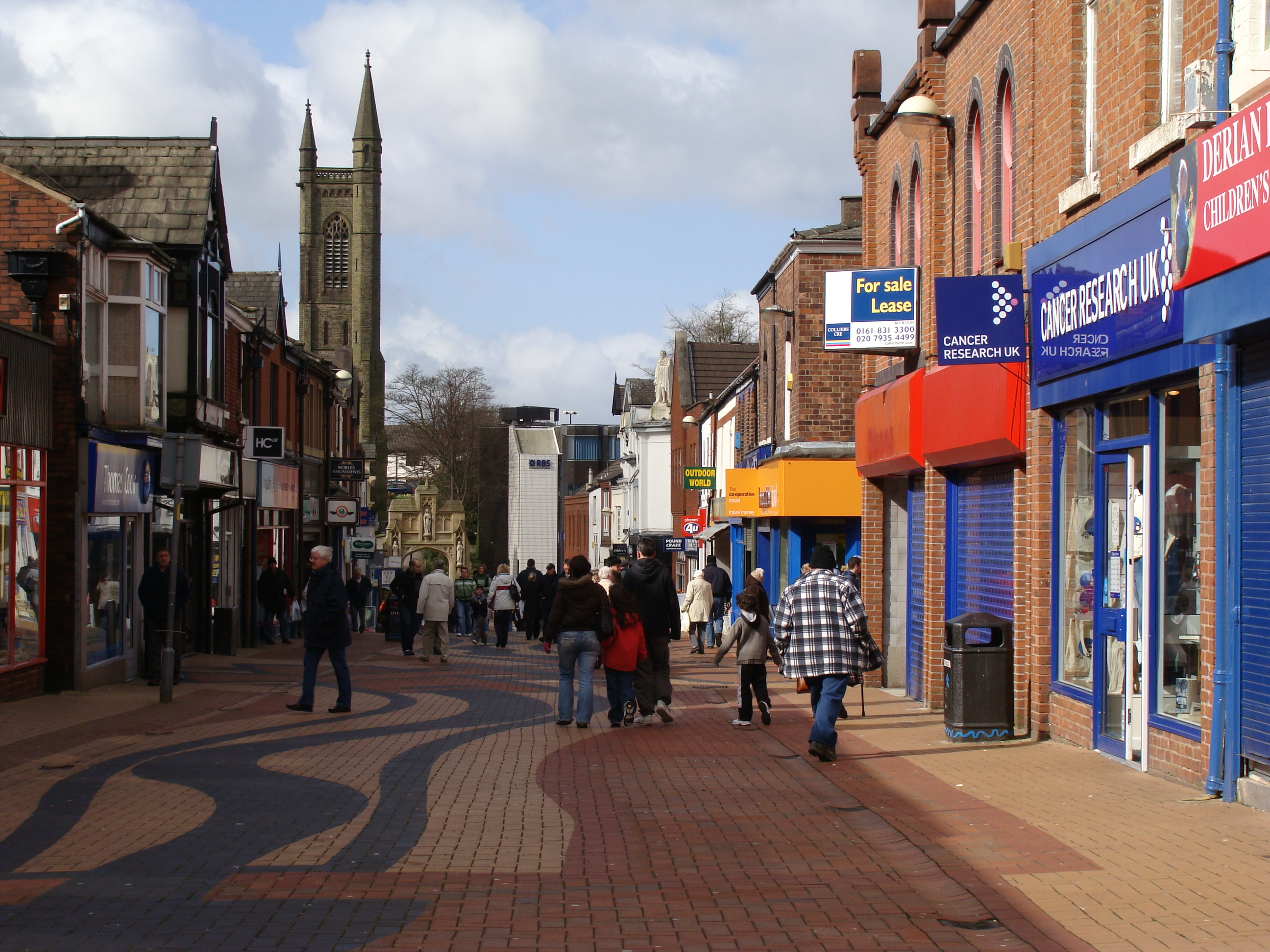
Người mua sắm trên phố Chapel, trung tâm thị trấn Chorley

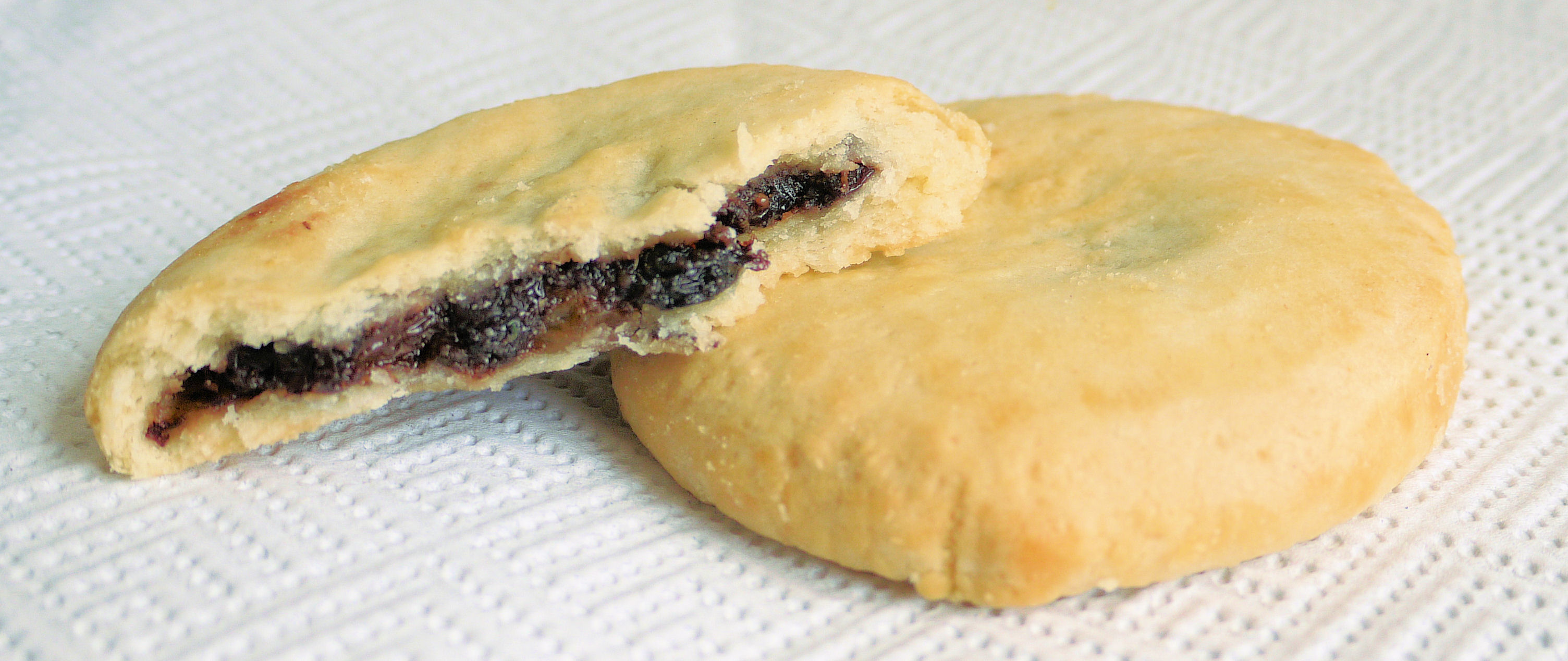
Bánh Chorley

Dấu hiệu đầu tiên của ngành công nghiệp cũng như nhiều thị trấn ở Lancashire là khai thác, bằng chứng có thể thấy được từ các mỏ đá bỏ hoang khác nhau ở ngoại ô thị trấn. Một trong số đó là mỏ đá Anglezarke, giữa Chorley và Horwich. Tàn dư của việc khai thác bao gồm một cây cầu đường sắt cũ từ Mỏ Duxbury trên ngõ Wigan. Cuối cùng, ngành công nghiệp khai thác đã được thay thế bằng các nhà máy bông.
Sản xuất xe tải được thừa hưởng từ thị trấn lân cận của Leyland. Một nhà máy lớn trên Pilling Lane được sản xuất, bao gồm cả xe quân sự và xe tăng trong Thế chiến thứ hai. 

Sau Thế chiến thứ hai, việc sản xuất bị giảm và phần cuối cùng của trang web đã bị đóng cửa vào năm 2008 bởi BAE Systems. Một phần lớn của trang web đã được tái phát triển để sử dụng cho dân cư và công nghiệp như Buckshaw Village.
Trong suốt thế kỷ XX, đặc biệt là nửa sau, Chorley đã mất phần lớn năng lực sản xuất với tổn thất lớn hoặc sự biến mất hoàn toàn của ngành công nghiệp than, dệt, xe cơ giới và vũ khí.   

Leyland Trucks và BAE Systems là những chủ nhân lớn nhất của khu vực Central Lancashire tại các địa điểm của họ ở Leyland và Samlesbury.
Các công ty có sự hiện diện trong quận là:
- Hệ thống BAE
- Telent
- FedEx, kho phía Tây Bắc nằm trong thị trấn
- CSC, hai địa điểm, một ở Euxton và một ở Clayton-le-Woods, phía bắc Chorley
- Multipart Solutions Limited, kế thừa chi nhánh của DAF
- Porter Lancastrian là nhà sản xuất máy bơm bia, dưới thương hiệu Porta
- Merlin Ciking là một trong những cửa hàng xe đạp trực tuyến và chuyên gia đặt hàng qua thư lâu đời nhất của Vương quốc Anh, có trụ sở tại Buckshaw Village   [ <span title="This claim needs references to reliable sources. (December 2014)">cần dẫn nguồn</span> ][ <span title="This claim needs references to reliable sources. (December 2014)">cần dẫn nguồn</span> ]

Năm 2011, Hội đồng Chorley đã đưa ra một sáng kiến, "Chọn Chorley", để khuyến khích các doanh nghiệp vừa và nhỏ của SME chuyển đến Chorley. Trang web tại www.choosechorley.co.uk được ra mắt vào năm 2014, sau khi tên miền được mua lại từ cơ quan thiết kế web có trụ sở tại Chorley, NRD media. Sáng kiến này giới thiệu thảm đỏ cho những người chủ chốt trong thị trấn, khuyến khích tài chính và hỗ trợ phù hợp cho tăng trưởng kinh doanh.
Thị trấn là quê hương của bánh Chorley. Vào tháng 10 "Chorley Cake Street Fair", được khởi động lại vào năm 1995, quảng bá các loại bánh, với sự cạnh tranh cho các thợ làm bánh địa phương để sản xuất bánh Chorley lớn nhất từ trước đến nay.

## Chăm sóc sức khỏe
Chorley được phục vụ bởi bệnh viện NHS địa phương Chorley và Bệnh viện South Ribble nằm trên Euxton Lane, ngoài ra còn có một bệnh viện tư nhân ở Euxton. Thị trấn cũng có một bệnh viện lớn khác trước đây nằm trên Eaves Lane, trước khi nó đóng cửa vào những năm 1990. Ngoài ra còn có bệnh viện cách ly Heath Charnock trên đường Hut Lane xử lý các bệnh truyền nhiễm trước khi quay trở lại sử dụng cho bệnh nhân dài hạn, trước khi đóng cửa vào những năm 1990.

## Vận chuyển

### Đường
Chorley bị cắt đôi bởi con đường La Mã A6 đi thẳng qua trung tâm thị trấn. Thị trấn cũng gần M61, trong đó Giao lộ 6 và 8 phục vụ thị trấn. Ngoài ra đường cao tốc M6 phục vụ phía tây của thị trấn với Giao lộ 27 nối thị trấn với đường cao tốc, các dịch vụ Charnock Richard trên M6 được đặt tại Chorley Borough.

### Xe buýt

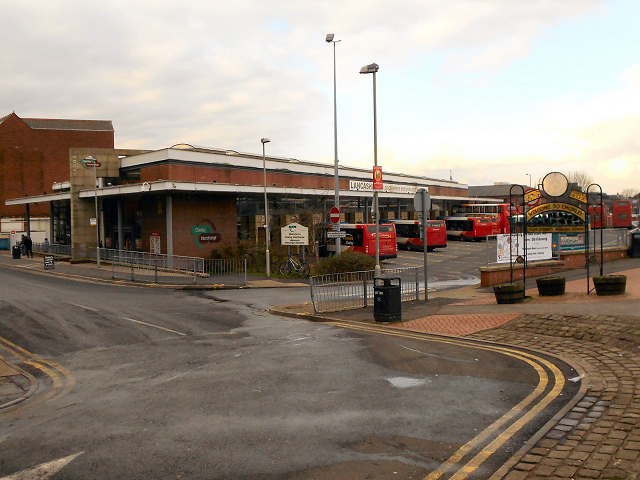
Chorley Interchange

Trạm xe buýt của thị trấn, Chorley Interchange, khai trương vào tháng 2 năm 2003, thay thế một trạm xe buýt cũ hơn ở trung tâm thị trấn. Dịch vụ xe buýt được cung cấp bởi một số nhà khai thác:
- Stagecoach North West vận hành các dịch vụ xe buýt kết nối thị trấn với các tuyến Bolton, Blackburn, Leyland, Preston và Manchester và Network Chorley trong quận.[34]
- Blackburn Bus Company vận hành dịch vụ xe buýt giữa Blackburn và Chorley.
- National Express cũng khai thác một dịch vụ hàng ngày từ Chorley Interchange đến London.

### Đường sắt

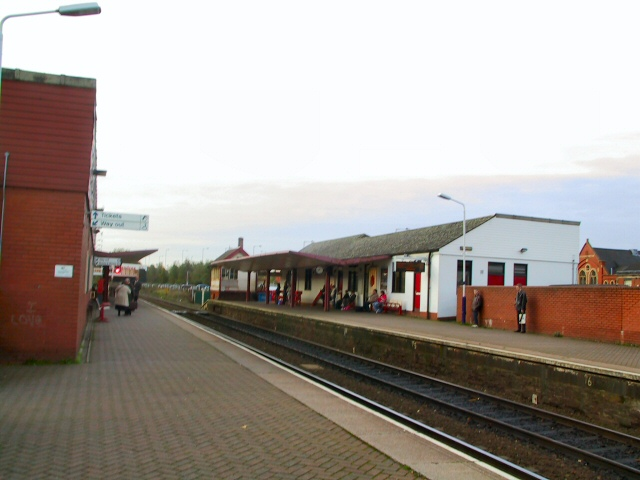
Ga xe lửa Chorley

Ga đường sắt trung tâm chính là ga đường sắt Chorley ở trung tâm thị trấn. Nhà ga đường sắt được sử dụng bởi:
- TransPennine Express có tuyến chạy giữa Sân bay Manchester và Windermere và hiện liên kết trực tiếp đến Scotland mà không thay đổi.
- Tuyến Bắc Manchester đến Preston chạy qua Chorley và cũng kết nối thị trấn với Bolton, Preston và Manchester.

Nhà ga đường sắt cũng được phục vụ bởi tuyến đường sắt Wigan-Blackburn cho đến khi nó đóng cửa vào năm 1960. Tuyến cũng đã dừng tại Heapey, Brinscall, Withnell và nhà ga đường sắt White Bear tại Adlington.
Ở những nơi khác trong quận, có các nhà ga ở Euxton trên tuyến WiganTHER Preston, tại Adlington và Buckshaw Village trên tuyến Manchester Manchester Preston và tại Croston trên Ormskirk Branch Line.

### Đường thủy

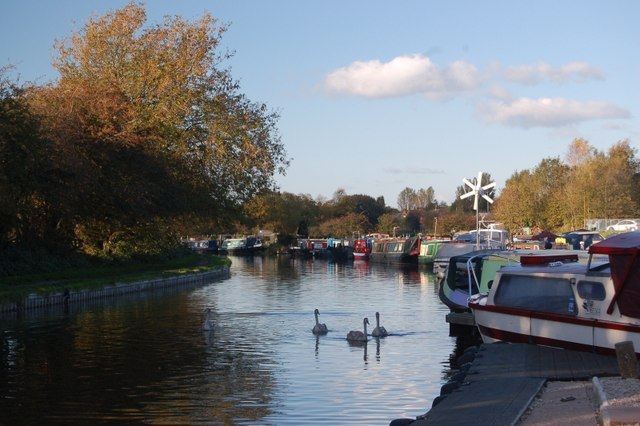
Kênh đào Leeds và Liverpool, Chorley

Kênh đào Leeds và Liverpool chạy song song với Chorley và một số bến du thuyền và ổ khóa nằm trên khu vực Chorley. Bến du thuyền dọc theo kênh đào bao gồm:
- Bến du thuyền gấu trắng, Adlington
- Ra mắt Cowling, Chorley
- Khóa đầu, giòn
- Thực vật học
- Nhà máy thuyền vịnh Botany
- Riley Green, Hoghton

## Giáo dục
Chorley là nơi có nhiều trường tiểu học, cả hội đồng và nhà thờ đều hỗ trợ. Chorley có sáu trường trung học sau:
- Trường trung học Công giáo Holy Cross
- Học viện Albany
- Học viện Giám mục Rawstorne CE
- Trường trung học công viên
- Trường trung học Southlands
- Trường trung học St. Michael's CE

Một số trường độc lập cũng có mặt ngay bên ngoài quận. Hầu hết trẻ em Chorley tiếp tục theo học tại Runshaw College gần đó ở Leyland. Runshaw College cũng đã mở rộng sang địa điểm quản trị cũ của ROF Chorley và đang sử dụng, trong số những người khác, tòa nhà hành chính chính.
Cao đẳng Lancashire, có trụ sở tại Chorley, là một phần của Hội đồng hạt Lancashire Lancashire Adult Learning 's, cung cấp một loạt các khóa học, một đặc sản là các khóa học ngôn ngữ dân cư tập trung. Từ năm 1905 đến 1981, thị trấn là nhà của Trường Cao đẳng Đào tạo Chorley (từ những năm 1960 được gọi là Trường đào tạo Chorley 'Day'), được thiết kế bởi kiến trúc sư Victoria và Edwardian Henry Cheers, và tòa nhà trung tâm thị trấn hiện đang chiếm lĩnh địa điểm này hiện là Chorley Public Thư viện.

## Thể thao

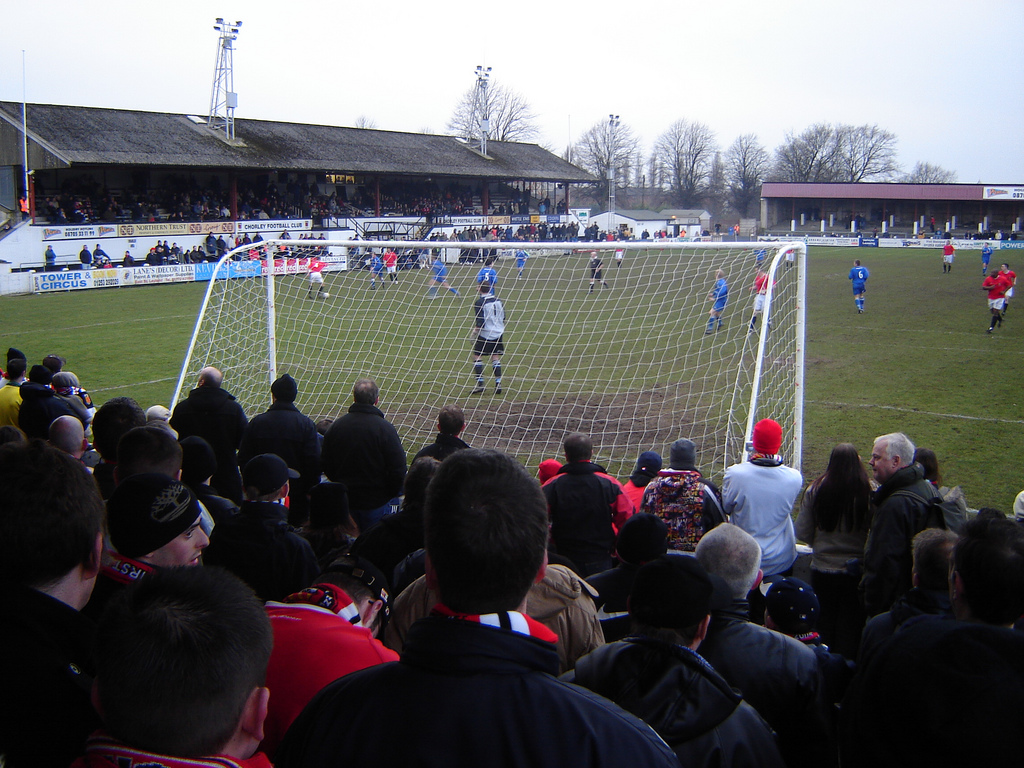
Công viên Chiến thắng, ngôi nhà của Câu lạc bộ bóng đá Chorley

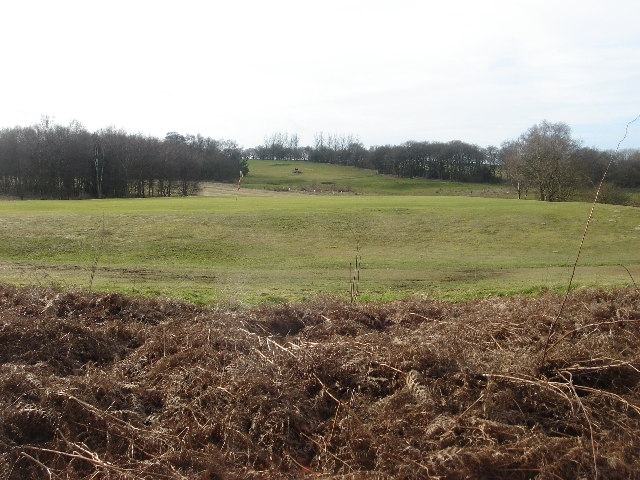
Sân gôn Duxbury, Công viên Duxbury

Chorley là quê hương của đội bóng bán chuyên nghiệp, Chorley FC, được biết đến với cái tên Magpies do dải màu đen và trắng của chúng. Được thành lập như một đội bóng bầu dục vào năm 1875, họ chuyển sang chơi bóng đá tám năm sau đó. Kể từ đó, họ đã thành công hạn chế, với những khoảnh khắc đáng nhớ nhất của họ là hai lần xuất hiện ở vòng hai FA Cup và hai mùa trong [./https://en.wikipedia.org/wiki/Football_Conference Football Conference] vào cuối những năm 1980. Họ hiện đang chơi ở National League North.
Thị trấn và các quận xung quanh tự hào có một số câu lạc bộ cricket, với hai đội lấy tên của thị trấn. Câu lạc bộ Cricket Chorley hiện đang chơi ở Liên đoàn phương Bắc và là người vào chung kết Giải vô địch cricket Câu lạc bộ quốc gia ECB trong ba mùa liên tiếp từ 1994 đến 1996, giành cúp trong hai lần đầu tiên. Câu lạc bộ cricket Chorley St James là đội thứ hai trong thị trấn, thi đấu trong Liên đoàn cricket nghiệp dư Southport & District, từng là thành viên của Liên đoàn Chorley cho đến khi nó sụp đổ năm 2005.
Thị trấn là nhà của Câu lạc bộ bóng bầu dục Mỹ Chorley Buccaneers. Được thành lập vào năm 2000, Bucs hiện có tám đội thi đấu và hơn 120 cầu thủ thi đấu trong cấu trúc Giải đấu Quốc gia BAFA. Họ có trụ sở tại Học viện Parklands ở Chorley. Câu lạc bộ có ba danh hiệu vô địch quốc gia theo tên của họ trong sự tồn tại 17 năm của họ, gần đây nhất là vào năm 2016. 

Chorley RUFC được thành lập vào đầu những năm 1970 và ban đầu các trận đấu của họ được chơi trên các sân tại Công viên Astley. Vì không có nhà câu lạc bộ trong những ngày đầu, đội chơi từ quán rượu Prince of Wales, gần chợ được bảo hiểm của thị trấn. Công việc bắt đầu tại một câu lạc bộ mới vào ngày 22 tháng 3 năm 1984 , trên một khu đất nằm ngoài đường Chancery, nằm ở rìa của Khu dân cư Astley Village mới xây. Câu lạc bộ hiện đang điều hành hai bên cao cấp và một bộ phận nhỏ, XV đầu tiên chơi trong phân khu 2 RFU North Lancs.
Cho đến năm 2004, Chorley đã có một đội bóng bầu dục, Chorley Lynx, người đã chơi ở League Two of the Rugby League National Leagues. Câu lạc bộ đã buộc phải đóng cửa vào năm 2004 do những đám đông nhỏ và việc rút tiền tài trợ của người ủng hộ Trevor Hemmings. Nhiều người trong số các cầu thủ và nhân viên của câu lạc bộ tham gia lân cận Blackpool Panthers.
Chorley là quê hương của những người đi xe đạp lòng chảo bao gồm những người giành huy chương vàng Olympic Jason Queally và Bradley Wiggins, và huy chương bạc Paralympic Rik Waddon, một phần là do sự gần gũi của thị trấn với Manchester Velodrome. Chorley cũng là quê hương của huy chương vàng Paralympic Natalie Jones.
Trung tâm giải trí thuộc sở hữu của hội đồng có hồ bơi, phòng thể thao, sân bóng quần và phòng tập thể dục nhỏ. Quận cũng bao gồm các cơ sở tập thể dục khác, hai trung tâm giải trí thuộc sở hữu của hội đồng, tại Clayton Green và Coppull, và một bể bơi công cộng khác tại Brinscall. Thị trấn cũng là nơi có trung tâm thể dục thế hệ tiếp theo, các hồ bơi và trung tâm giải trí tư nhân khác và Trung tâm quần vợt David Lloyd.
1 dặm (2 km) về phía nam trung tâm thị trấn Chorley là sân gôn thành phố Duxbury Park.
Thị trấn là nơi có nhiều đội bóng bầu dục, bóng bầu dục và cricket nghiệp dư. Ngoài ra còn có một số sân bóng đá cỏ, sân bowling và sân tennis. Một bể bơi ngoài trời công cộng ở Công viên Astley đã bị phá hủy vào những năm 1990 vì lý do sức khỏe và an toàn. 

Chorley Athletic và Triathlon Club thường xuyên thi đấu ở các giải đấu đường trường, việt dã, ngã, điền kinh và ba môn phối hợp. Câu lạc bộ xe đạp Chorley được thành lập vào năm 2011, hồi sinh một câu lạc bộ đã tan rã vào khoảng năm 1953. Câu lạc bộ phục vụ cho cả các thành viên giải trí và đua xe và điều hành các khóa đào tạo và xã hội thường xuyên trên các con đường địa phương. Chorley JKS Shotokan Karate Club đã thành lập một câu lạc bộ trong thị trấn 2012.

## Phương tiện truyền thông
Chorley có hai tờ báo địa phương: Người bảo vệ Chorley hàng tuần và Công dân Chorley miễn phí. Một chương trình truyền hình hài kịch của Anh, Phoenix Nights, đã trích dẫn đài phát thanh của Chorley, Chorley FM, với khẩu hiệu là "Đến tai bạn". Đài có trụ sở tại Chorley, ban đầu chỉ phát sóng trong vài tuần, nhưng năm 2005 đã nhận được giấy phép phát sóng từ Trung tâm Cộng đồng Chorley (xem Chorley FM).
Chorley là quê hương của Lee Mack trong bộ phim sitcom của BBC Không đi ra ngoài.
Cũng như Phoenix Nights, diễn viên hài Dave Spikey dựa trên loạt phim hài Dead Man Weds của anh ấy, và đã quay hầu hết trong đó, Chorley. Steve Pemberton, người tạo ra The League of Gentlemen, dựa trên hầu hết các nhân vật của nó dựa trên dân gian từ Adlington. 

Seal Films, một công ty sản xuất phim địa phương, đã được đề cử giải thưởng Hiệp hội Truyền hình Hoàng gia cho một bộ phim ngắn vào năm 2001. Công ty tiếp tục hoạt động ở Lower Wheelton. 

## Nơi quan tâm

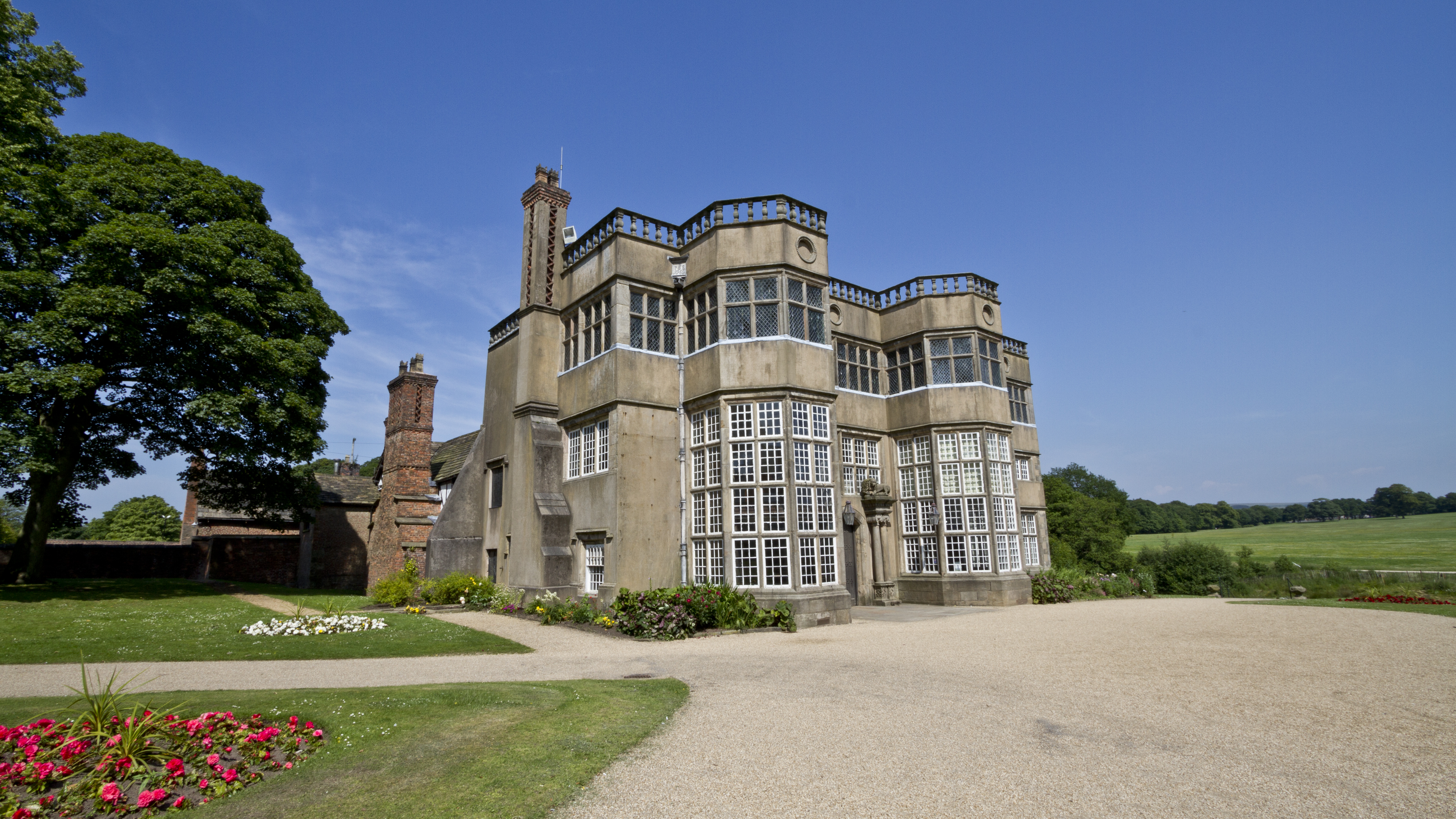
Hội trường Astley

- Công viên Astley và Hội trường Astley
- Hội trường ngân hàng liên_kết=| Ngôi nhà lịch sử Hội trường ngân hàng, Bretherton, một ngôi nhà biệt thự của Jacobean, đang chờ phục hồi. Ngôi nhà của cây Yew lâu đời nhất của Lancashire và một trong hai sequoia rơi ở Anh. Mở cửa vào những ngày mở hạn chế do Nhóm Hành động Ngân hàng sắp xếp.
- Làng mua sắm Botany Bay
- Làng Buckshaw
- Đền Prchester Anh

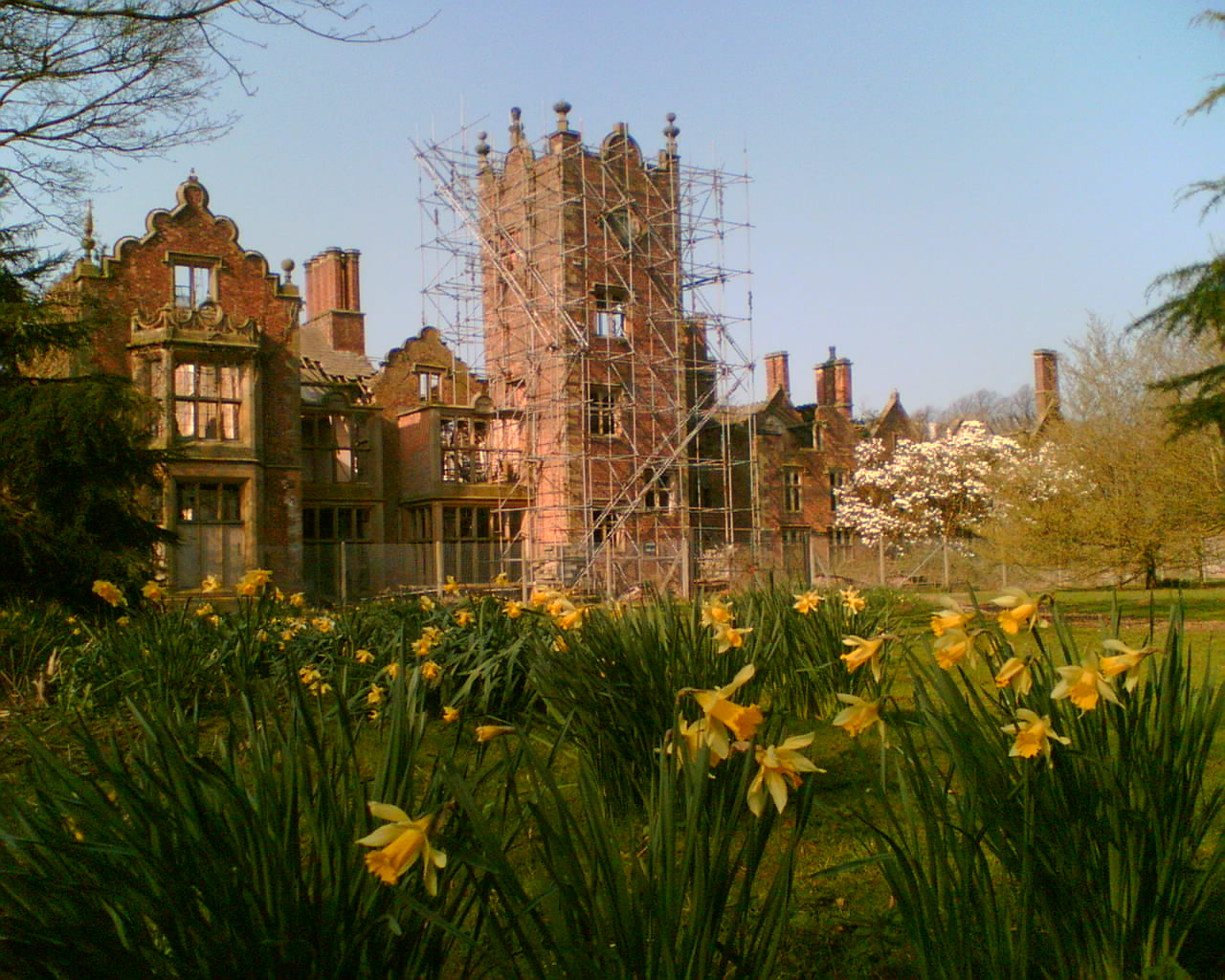
Hội trường ngân hàng, Bretherton, một ngôi nhà biệt thự của Jacobean, đang chờ phục hồi. Ngôi nhà của cây Yew lâu đời nhất của Lancashire và một trong hai sequoia rơi ở Anh. Mở cửa vào những ngày mở hạn chế do Nhóm Hành động Ngân hàng sắp xếp.

- Công viên và sân gôn Duxbury
- Coppice trắng & Đồi lớn
- Hội trường Heskin
- Nabley
- Kênh đào Leeds &amp; Liverpool
- Hội trường công viên
- Rivington Pike
- Đồi mùa đông
- Công viên Worden
- Công viên quốc gia thung lũng Yarrow

## Thị trấn kết nghĩa
Chorley kết nghĩa với:
- liên_kết=|viền Székesfehérvár, Hungary (1992) [37]
- liên_kết=|viền Lan Châu, Trung Quốc (2019) [38]

## Cư dân đáng chú ý

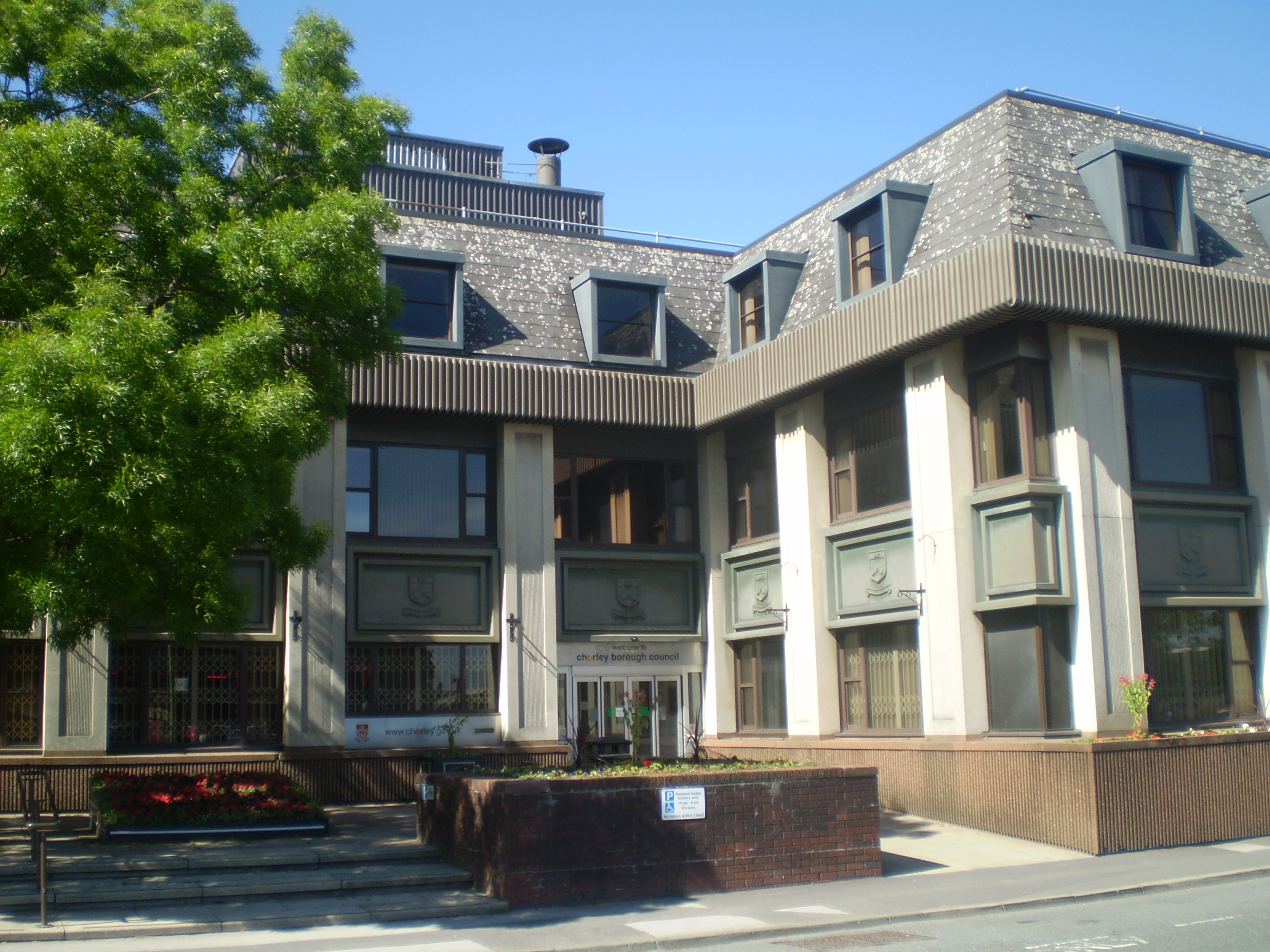
Tòa nhà Hội đồng Chorley, Phố Union

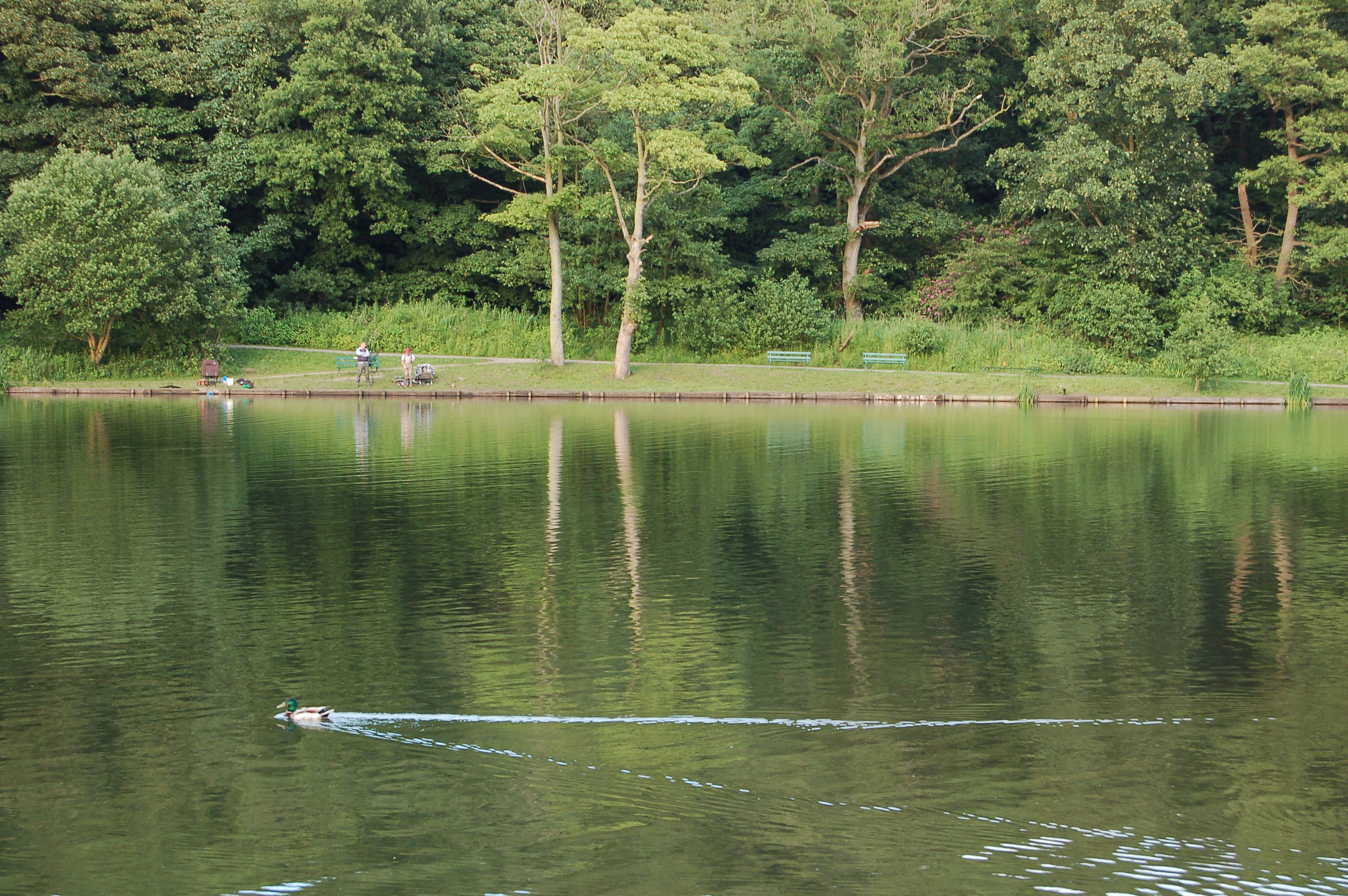
Công viên quốc gia thung lũng Yarrow

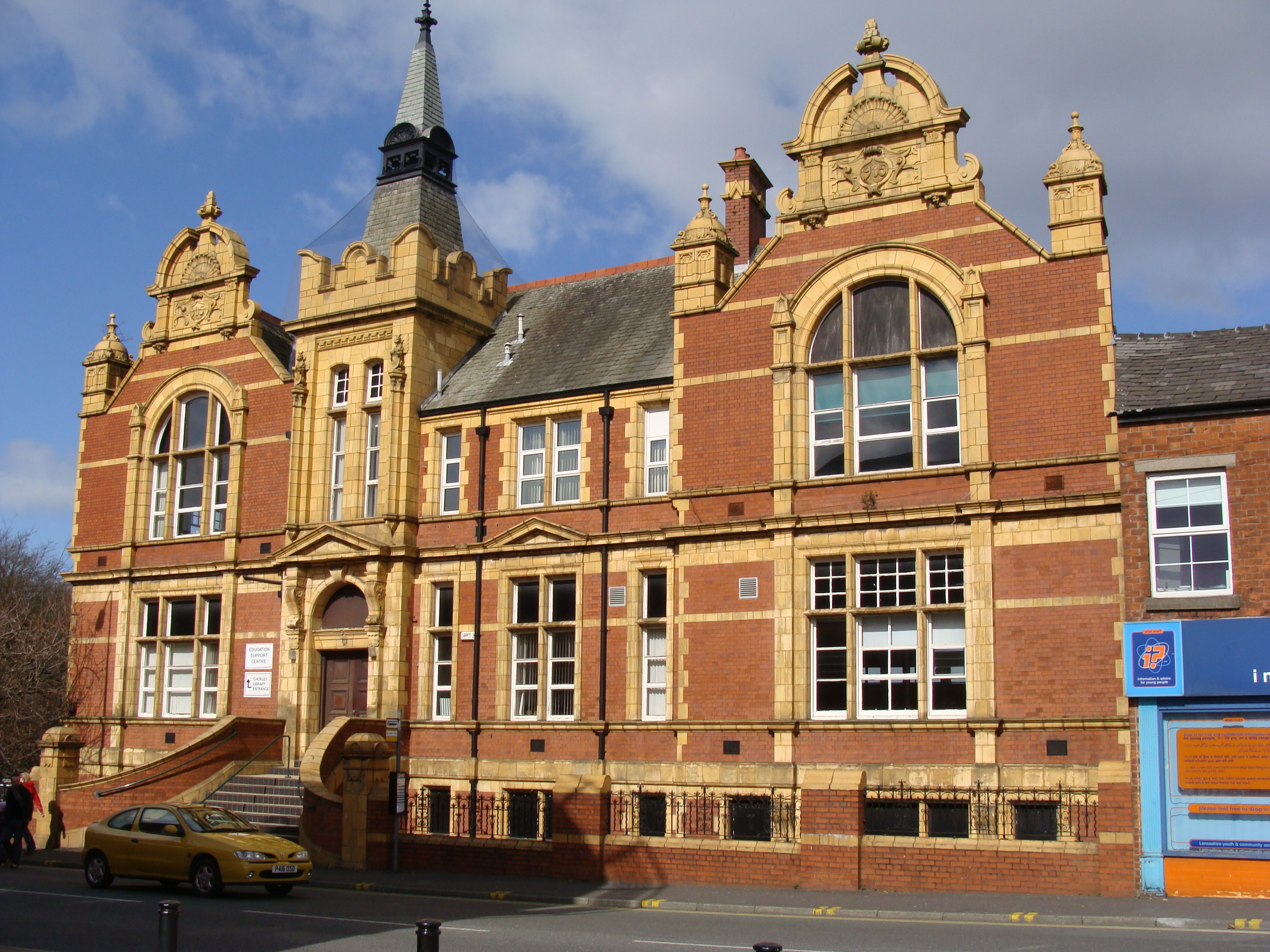
Thư viện trung tâm Chorley

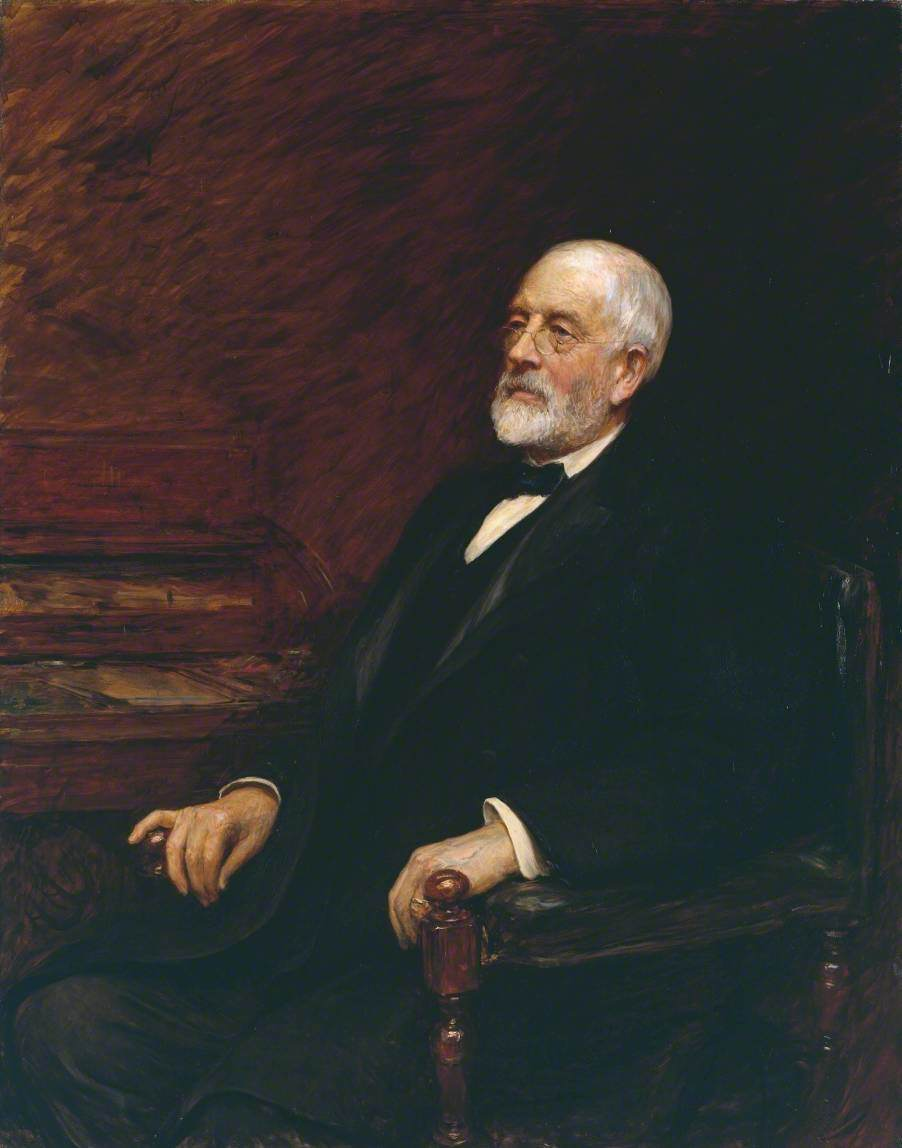
Ngài Henry Tate

- Loui Batley (sinh năm 1987), (nữ diễn viên và vũ công)
- Bill Beaumont (sinh năm 1952), (cựu đội trưởng đội bóng bầu dục Anh)
- Walter Berg (sinh năm 1947), (nhà chiêm tinh)
- Leonora Carrington (1917-2011), (họa sĩ)
- Phil Cool (sinh năm 1948), (diễn viên hài)
- CD Darlington (1903-1981), (nhà sinh vật học)
- Derek Draper (sinh năm 1967), (cựu bác sĩ xoay vòng lao động và chuyên mục báo chí)
- Simon Farnworth (sinh năm 1963), (cầu thủ bóng đá, sau này là nhà vật lý trị liệu)
- John Foxx (sinh năm 1948), (nhạc sĩ)
- Joseph Gilgun (sinh năm 1984), (diễn viên)
- Paul Grayson (sinh năm 1971), (cầu thủ bóng bầu dục Anh)
- Rick Guard (ca sĩ và nhạc sĩ nhạc jazz)
- Sir Walter Haworth (1883-1950), (người đoạt giải thưởng Nobel)
- Trevor Hemmings (sinh năm 1935), (doanh nhân)
- Adam Henley (sinh năm 1994), (cầu thủ bóng đá, chơi cho Blackburn Rovers, sau này cho Real Salt Lake ở MLS)
- Teddy Hodgson (1885-1919), (từ Chorley, chơi cho Burnley FC, Người chiến thắng FA Cup trước Liverpool năm 1914)
- Lindsay Hoyle (sinh năm 1957), (MP)
- Conrad Hunte (1932-1999), (cựu vận động viên crickê Tây Ấn, sống ở Chorley trước Cuộc thử nghiệm năm 1957 chống lại Anh)
- Charles Lightoller (1874-1952), (thành viên phi hành đoàn cấp cao nhất để sống sót sau vụ đắm tàu RMS Titanic)
- Paul McKenna (sinh năm 1977), (cầu thủ bóng đá)
- Paul Mariner (sinh năm 1953), (cầu thủ bóng đá quốc tế Anh)
- Súng trường William Mariner VC (1882-1916), người lính được trao tặng Thánh giá Victoria tại Cambrin năm 1915.[39]
- Barry Mason (sinh năm 1935), (nhạc sĩ)
- Ken Morley (sinh năm 1943), (diễn viên)
- Phil Parkinson (sinh năm 1967), (cầu thủ bóng đá, người quản lý bóng đá sau này)
- Steve Pemberton (sinh năm 1967), (diễn viên)
- Jason Queally (sinh năm 1970), (người đi xe đạp)
- Thomas Rawlinson (nhà công nghiệp thế kỷ 18, được cho là sinh ra ở Chorley)
- Kevin Simm (sinh năm 1980), (nhạc sĩ, Liberty X, cũng là người chiến thắng mùa thứ năm của <i id="mwAng">The Voice UK</i>)
- Tom Smith (sinh năm 1985), (cricketer)
- Dave Spikey (sinh năm 1951), (diễn viên hài)
- Myles Standish (khoảng 1584-1656), (người sáng lập của những người cha Pilgrim)
- Starsailor (nhóm nhạc pop)
- Tom Criddle Stephenson (1893-1987), (nhà báo và nhà vô địch về quyền của người đi bộ)
- Sir Henry Tate (1819-1899), (ông trùm đường và người sáng lập Phòng trưng bày Tate, London)
- Josh Charnley (sinh năm 1991), (cầu thủ bóng bầu dục bóng bầu dục)
- David Unsworth (sinh năm 1973), (Cầu thủ bóng đá Everton, sau này là HLV Everton U-23)
- Mickey Walsh (sinh năm 1954), (cựu cầu thủ bóng đá quốc tế Ailen)
- Ngài Holburt Jacob Waring Bt CBE FRCS (1866-1953), Phó hiệu trưởng Đại học London từ 1922
- Rosemarie Wright (sinh năm 1931), (nghệ sĩ piano)